# Nature morte à la nappe à carreaux
Nature morte à la nappe à carreaux (initialement intitulée Le compotier) est une peinture réalisée en 1915 par l'artiste cubiste espagnol Juan Gris. Composée à l'huile et au graphite sur toile, cette nature morte représente une table dressée avec des raisins, une bouteille de vin rouge, de la bière, un journal et une guitare. Mais l'image composite formée à partir de ces divers objets peut être vue comme représentant la tête d'un taureau. L'œuvre fait partie de la collection du Metropolitan Museum of Art de New York qui l'a achetée en 2014.

## Histoire
Anciennement dans la collection du marchand d'art Léonce Rosenberg, à Paris, l'oeuvre a été reproduite dans le Bulletin de L'Effort Moderne en juin 1925, intitulé Le compotier. Le tableau a ensuite fait partie de la collection de Gottlieb Reber. Il a été reproduit dans la revue littéraire française Cahiers d'art, à Paris, en 1927, toujours intitulé Le compotier,. Par la suite, l'oeuvre figurait dans le livre de l'historien d'art Daniel-Henry Kahnweiler, Juan Gris, His Life and Work (Londres, 1947), et est reproduit dans l'ouvrage de Douglas Cooper, Juan Gris, Catalogue raisonné de l’oeuvre peint (Paris, 1977). L'œuvre a été exposée pour la première fois aux Collections nationales de Dresde, en Allemagne, lors de l'Internationale Kunst Ausstellung, en juin-septembre 1926.
Kahnweiler a écrit à propos du travail de cette période : « Apparemment, l'idéal de grandeur architecturale de Gris ne peut être réalisé qu'avec un sujet statique. Mais au cours de l'été 1915, il réalise une série de tableaux pleins de mouvement »,. Nature morte avec nappe à carreaux a été peinte à Paris par Gris au cours du mois de mars, peu de temps après avoir passé plusieurs mois dans le sud de la France après le début de la Première Guerre mondiale. Dans une lettre à Kahnweiler datée du 26 mars 1915, Gris parle de son évolution en tant que peintre : « Je pense que j'ai vraiment fait des progrès ces derniers temps et que mes tableaux commencent à avoir une unité qui leur manquait jusqu'à présent. Ce ne sont plus ces inventaires d'objets qui me déprimaient tant »,.
L'auteur et critique James Thrall Soby a écrit sur Nature morte à la nappe à carreaux dans le catalogue d'une exposition de 1958 au Museum of Modern Art de New York, dans laquelle le tableau était reproduit mais non inclus dans l'exposition.

## Marché de l'art
En 2014, Nature morte à la nappe à carreaux a été vendu chez Christie's Londres pour 34,8 millions £ (57,1 millions $), atteignant un prix record mondial pour une œuvre de Juan Gris lors d'une vente publique. Cela a dépassé les records précédents de 20,8 millions $ pour son œuvre de 1915, Livre, pipe et verres, et 28,6 millions $ pour le tableau de 1913, Violon et guitare. Le tableau a été acheté par le Metropolitan Museum of Art avec des fonds donnés par le mécène Leonard Lauder.

## Crédit d'auteurs
- (en) Cet article est partiellement ou en totalité issu de l’article de Wikipédia en anglais intitulé « Still Life with Checked Tablecloth » (voir la liste des auteurs).